# Halleneuropameisterschaften im Bogenschießen
Die Halleneuropameisterschaften im Bogenschießen werden seit 1983 von der World Archery Europe veranstaltet. Die Halleneuropameisterschaften wurden im Zweijahresrhythmus ausgetragen. Zwischen 1989 und 1996 fanden keine Halleneuropameisterschaften statt. In den Jahren 2010 und 2011 fanden erstmals in zwei aufeinanderfolgenden Jahren Halleneuropameisterschaften statt. Die Halleneuropameisterschaften 2021 mussten aufgrund der COVID-19-Pandemie abgesagt werden. 2023 konnte das Turnier wegen des Erdbeben in der Türkei und Syrien nicht stattfinden.
Bis 1989 umfasste das Wettkampfprogramm ausschließlich Disziplinen mit dem Recurvebogen. 1996 wurden erstmals auch Medaillen in Disziplinen mit dem Compoundbogen vergeben. 2022 wurden auch Wettbewerbe mit dem Blankbogen ins Wettkampfprogramm aufgenommen.

## Austragungen
| Nr. | Jahr | Austragungsort         | Disziplinen |
| --- | ---- | ---------------------- | ----------- |
| 1   | 1983 | Falun, Schweden        | 4           |
| 2   | 1985 | Odense, Dänemark       | 4           |
| 3   | 1987 | Paris, Frankreich      | 4           |
| 4   | 1989 | Athen, Griechenland    | 4           |
| 5   | 1996 | Mol, Belgien           | 8           |
| 6   | 1998 | Oldenburg, Deutschland | 8           |
| 7   | 2000 | Spała, Polen           | 8           |
| 8   | 2002 | Ankara, Türkei         | 8           |
| 9   | 2004 | Sassari, Italien       | 8           |
| 10  | 2006 | Jaén, Spanien          | 8           |
| 11  | 2008 | Turin, Italien         | 8           |
| 12  | 2010 | Poreč, Kroatien        | 8           |
| 13  | 2011 | Cambrils, Spanien      | 8           |
| 14  | 2013 | Rzeszów, Polen         | 8           |
| 15  | 2015 | Koper, Slowenien       | 8           |
| 16  | 2017 | Vittel, Frankreich     | 8           |
| 17  | 2019 | Samsun, Türkei         | 8           |
| 18  | 2022 | Laško, Slowenien       | 12          |
| 19  | 2024 | Varaždin, Kroatien     | 11          |
| 20  | 2025 | Samsun, Türkei         |             |